# Dermomyotome
Le dermomyotome est issu de la subdivision (différenciation) de la partie dorsale des somites. 

Cette subdivision a lieu lors de l'embryogenèse. On parle alors du devenir du mésoderme en sclérotome et dermomyotome. Le dermomyotome sera à l'origine du dermatome qui donnera le futur derme qui recouvre les muscles paravertébraux et à l'origine du myotome qui donnera les futurs muscles striés.
Pendant la somitogenèse, la différenciation (transformation génétique par l'intermédiaire de signaux qui permettent à la cellule d'acquérir une structure stable et définitive) des somites est dite pré-destinée depuis la gastrulation. Cependant, les structures voisines telles que la chorde ou le tube neural sont indispensables car elles libèrent par induction des signaux de type protéique comme :
- les Sonic Hedghehog libérées au niveau dorso mediant des somites par la chorde et le tube neural
- les BMP4 libérées au niveau dorso posterieur des somites par l'épiderme
- les Wnt libérées au niveau ventral des somites par les pièces intermédiaires

L'ensemble de ces signaux vont agir par transduction au niveau des gènes PAX provoquant la différenciation du mésoderme.